# Stortorget, Stockholm

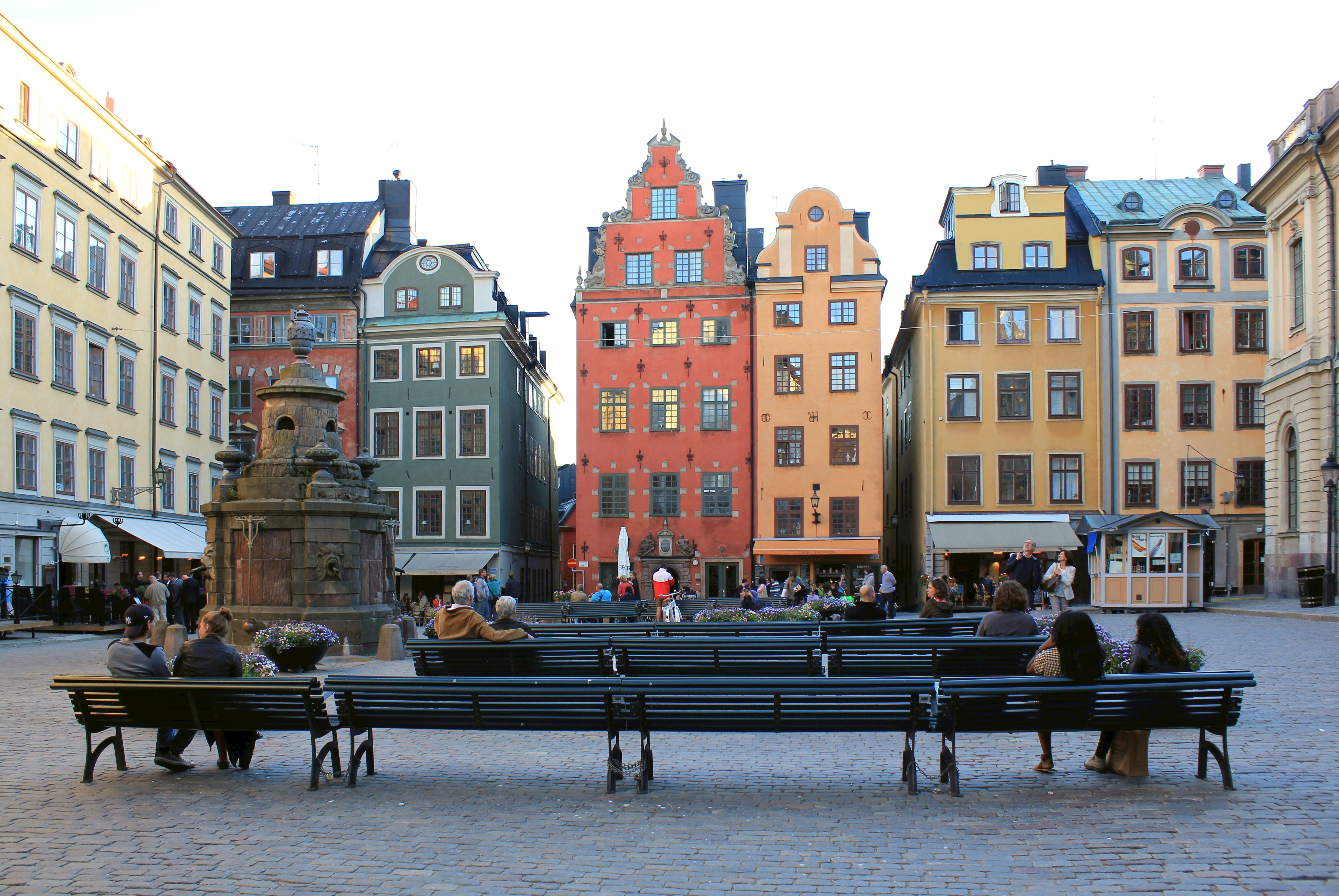
Stortorget i juni 2013.

Stortorget är Stockholms äldsta torg, beläget i Gamla stan. Stortorget utgjorde från början den centralpunkt kring vilken staden växte fram. Vid Stortorget fanns från 1300-talet till 1732 stadens rådstuga. Stortorget var platsen för Stockholms blodbad 1520, men det var även här som Sveriges första apotek öppnades av apotekaren Anthonius Busenius 1575. På Stortorget arrangeras årligen Stortorgets julmarknad. Sedan 2001 finns Nobelmuseet i gamla Börshuset.

## Historik

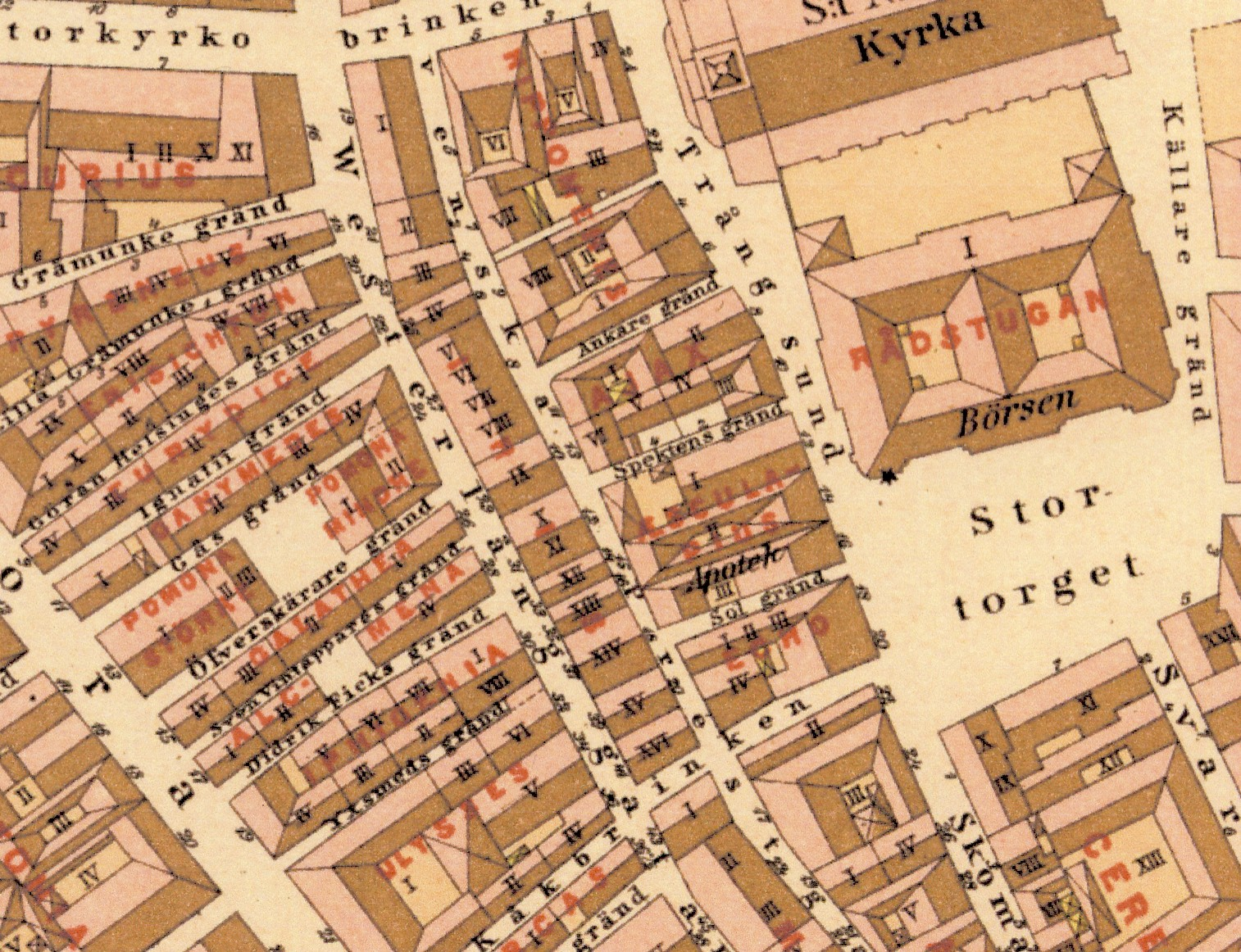
"Kvartet Rådstugan" och Stortorget på Alfred Rudolf Lundgrens Stockholmskarta från 1885.

Stortorget finns omnämnt som stora torghit (1420) och stoor tårgeett (1646). I Erik XIV:s privilegier för Stockholms stad av år 1563 stadgades att all handel skulle drivas på Stortorget och inte på malmtorgen. När senare torgen utanför Gamla stan fick tillåtelse till ”bond- och mångelskehandel” var det dock Stortorget som försåg den inre staden med livsmedelsvaror. Så småningom förlades torghandeln för denna stadsdel till Järntorget och slutligen till Kornhamnstorg. All annan försäljning än av mjölk förbjöds på Stortorget 1849.
På Stortorget ägde Stockholms blodbad rum i november 1520. Den första avrättningen på torget som är känd skedde 1280 då folkungarna Jöns Karlsson, Börje Filipson och Jöns Filipson avrättades på befallning av Magnus Ladulås, efter sin delaktighet i Folkungaupproret. Mellan 1603 och 1776 fanns Kopparmatte på torget. Figuren, med en höjd piska i höger hand, stod ovanpå torgets skampåle och skulle fungera som varning mot att begå brott. Efter 1776 flyttades Kopparmatte till Packaretorget (nuvarande Norrmalmstorg).

## Kanonkulan
I hörnhuset vid Skomakargatan finns ett minnesmärke i form av en kanonkula, som sitter synligt inmurad i fasaden och som gav den delen av kvarteret Ceres namnet Huset Kulan. En folksägen berättar att kulan skjutits dit från Brunkeberg i samband med Gustav Vasas belägring av Stockholm år 1521 och var avsedd att döda Kristian II när han satt i ett av husets fönster, men förfelade sitt mål. Kulan sattes åter upp när huset byggdes om 1795. Sanningen är dock att Möbelhandlare Carl Adolph Grevesmühl år 1795 lät bygga ett gustavianskt borgarhus på hörnet Stortorget och Skomakargatan och att det var han som då lät mura in kanonkulan i hörnet på sitt nya hus, för att symbolisera Gustav Vasas belägring som fick Kristian II att ge upp. I huset ligger sedan 1938 den anrika restaurangen Stortorgskällaren.

## Byggnadsverk
Vid Stortorget finns förutom Börshuset bland andra Grillska huset och de Schantzska och Seyfridtzska husen. Mitt på torget finns Stortorgsbrunnen ritad av Erik Palmstedt 1778. Brunnen färdigställdes i samband med att Börshuset uppfördes vid torget och grävdes så djup att den, enligt uppgift, nådde ned i nivå med Mälarens yta. Den flyttades sommaren 1857 till Brunkebergstorg. Anledning var att brunnen sinat och att brunnshuset störde trafiken. År 1953 återfördes dock brunnshuset som ett estetiskt monument till Stortorget.

## Bilder

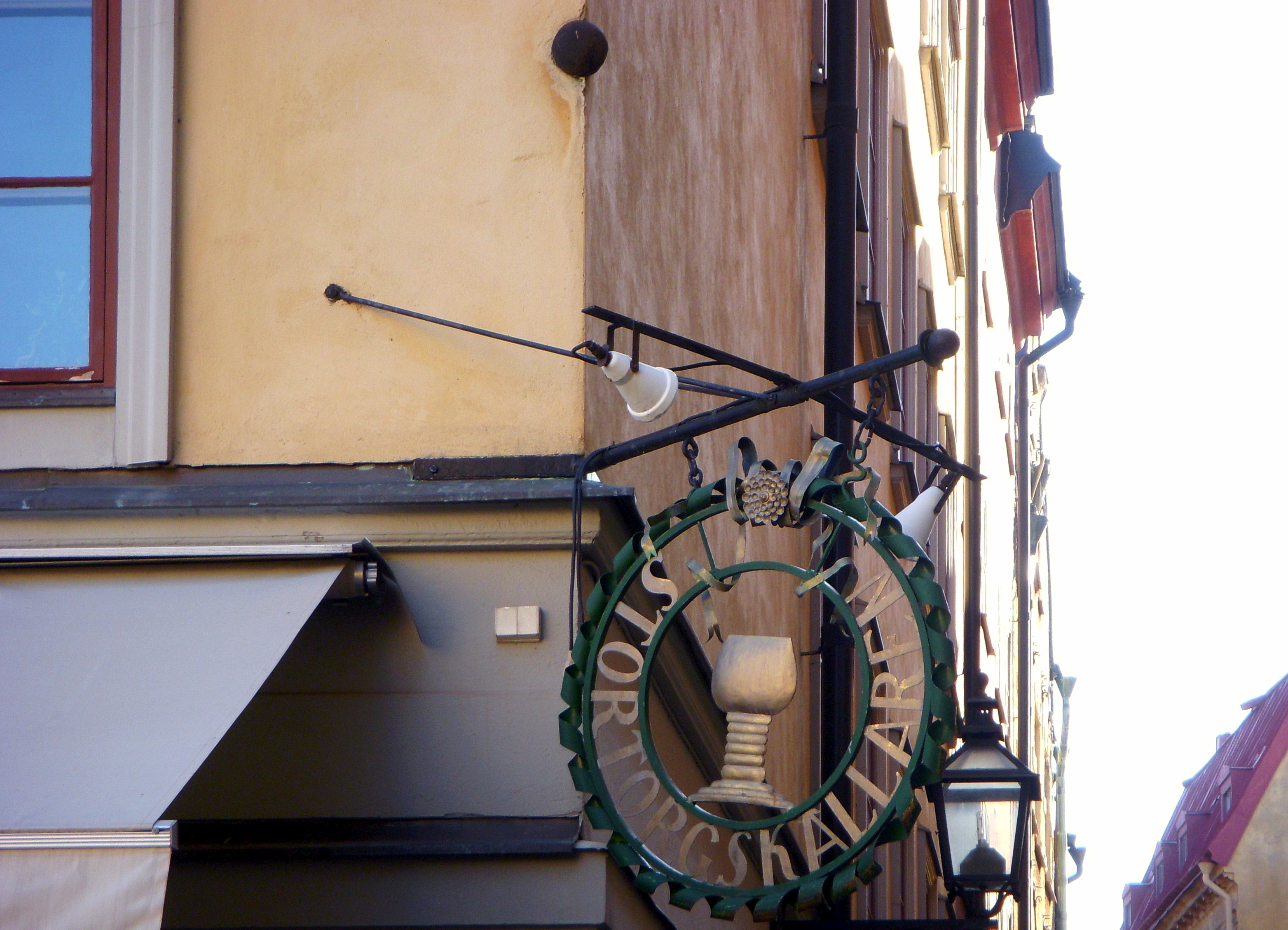
Den berömda kanonkulan över Stortorgskällarens skylt
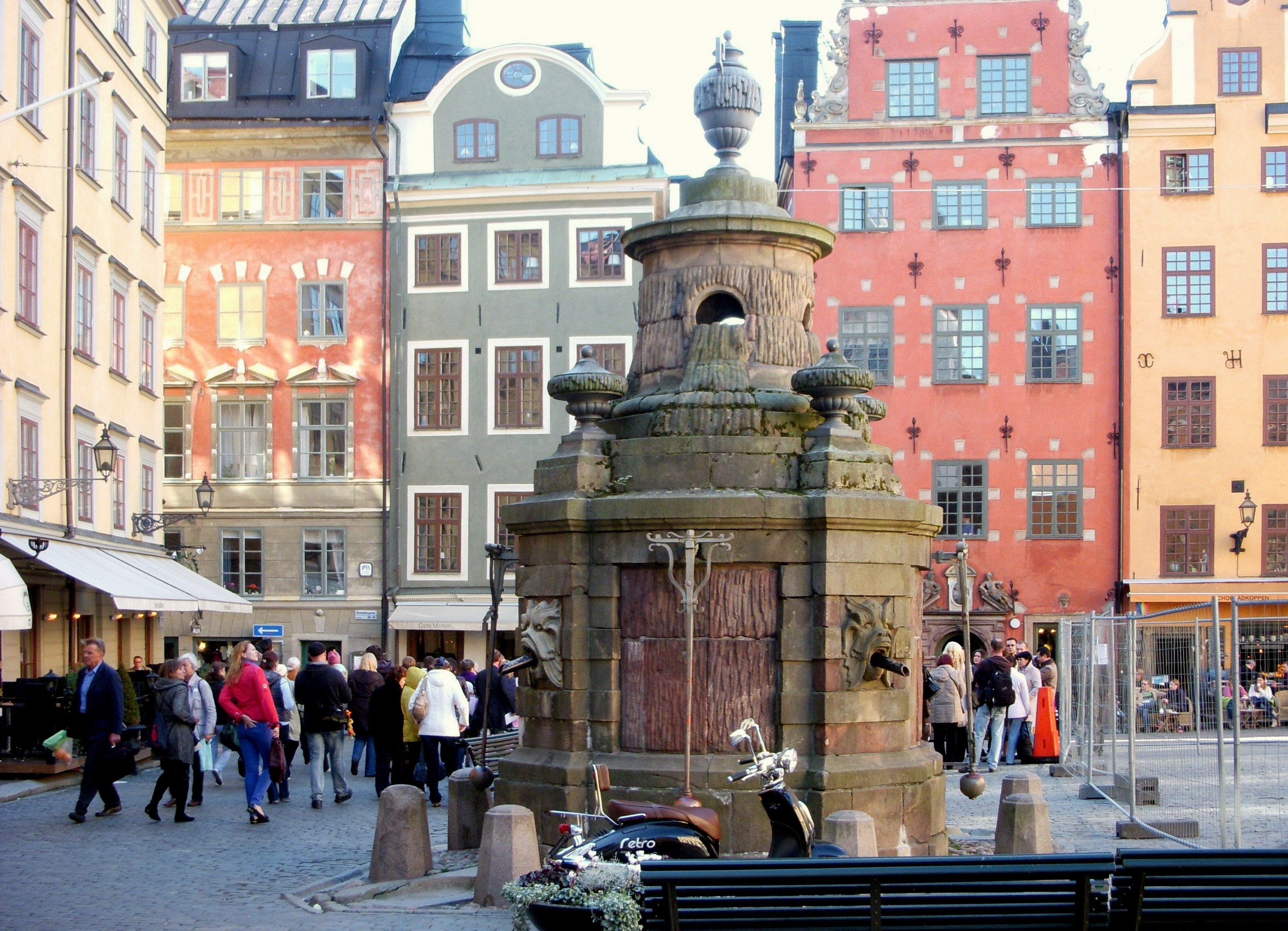
Stortorgsbrunnen
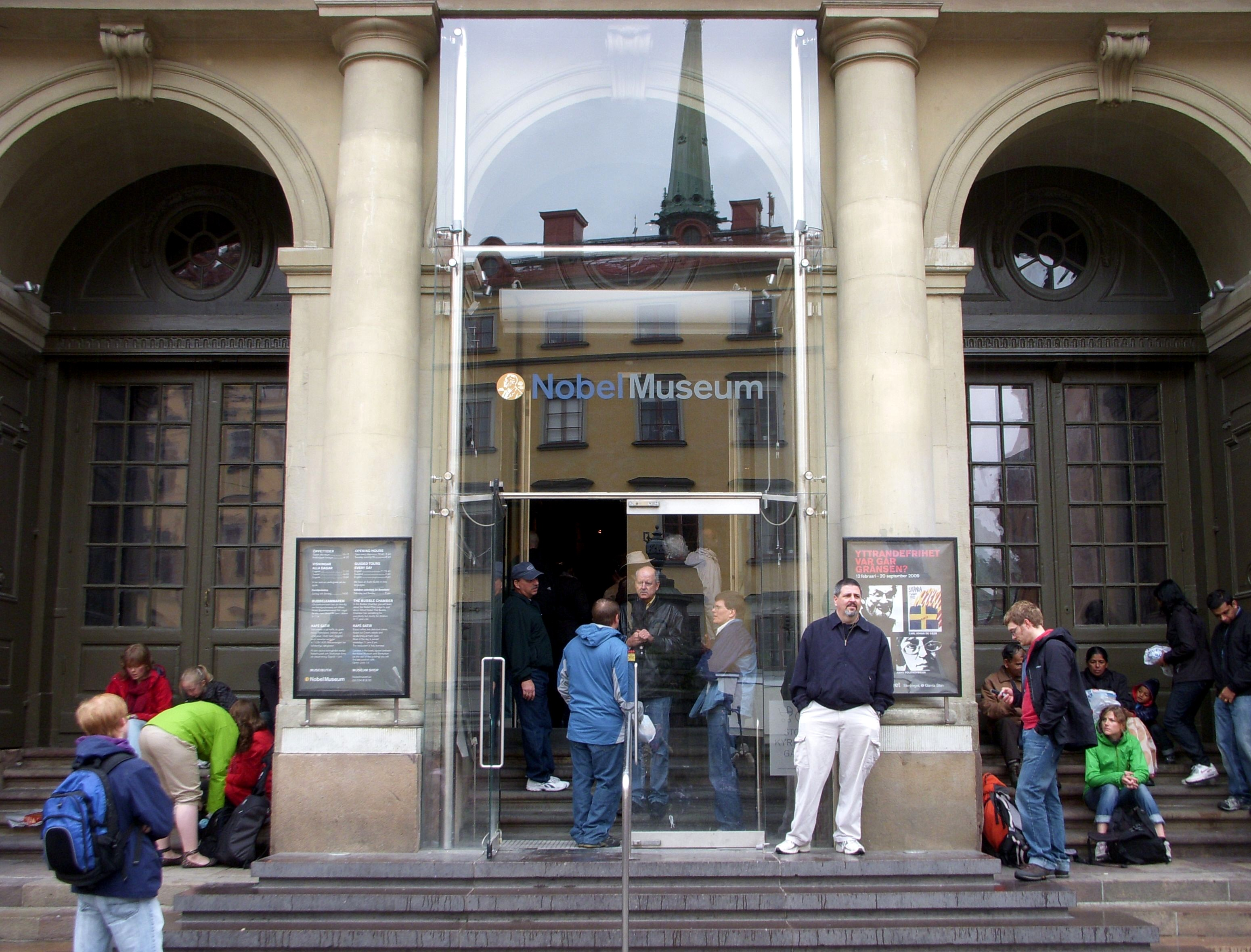
Nobelmuseets entré
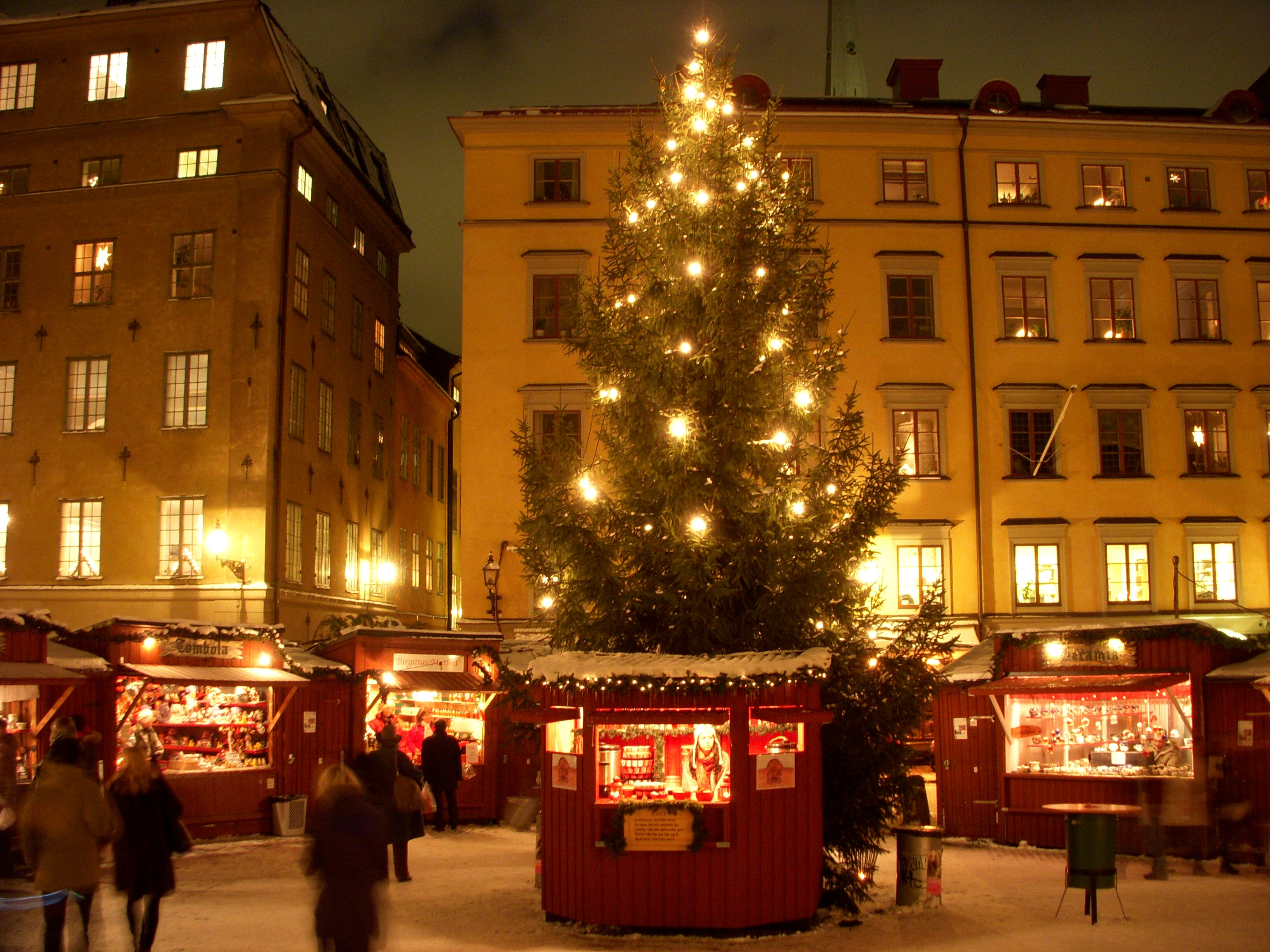
Stortorgets julmarknad
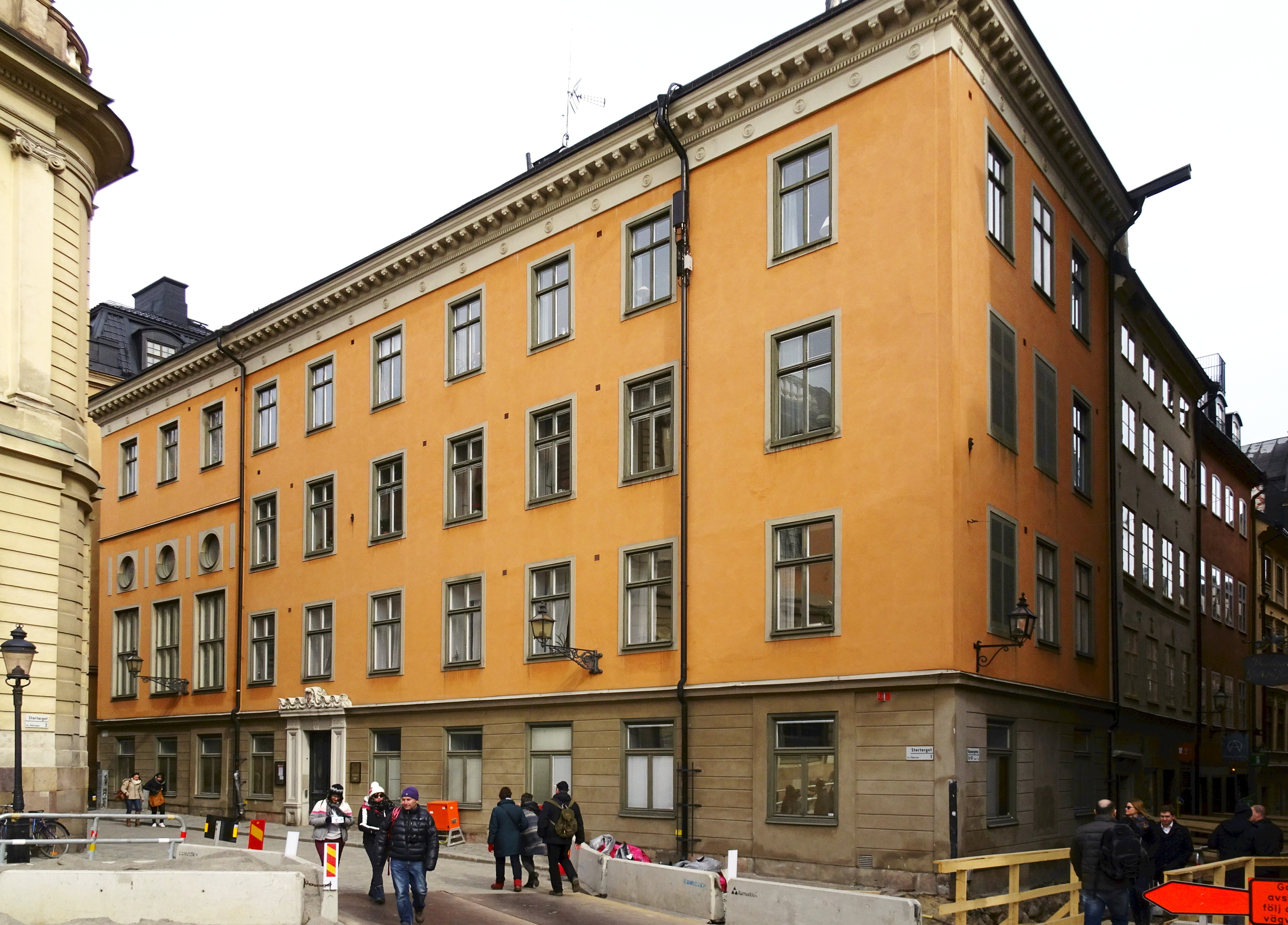
Stortorget 1